# Diga di Santa Maria
La diga di Santa Maria è una diga ad arco situata in Svizzera, nel Canton Grigioni, poco a nord del Passo del Lucomagno.

## Descrizione
Inaugurata nel 1968, ha un'altezza di 117 metri e il coronamento è lungo 560 metri. Il volume della diga è di 654.000 metri cubi.
Il lago creato dallo sbarramento, il lai da Sontga Maria, ha un volume massimo di 63,8 milioni di metri cubi, una lunghezza di 3 km e un'altitudine massima di 1908 m s.l.m. Lo sfioratore ha una capacità di 150 metri cubi al secondo.
Le acque del lago vengono sfruttate dall'azienda Ovra Electrica Rein Anteriur.

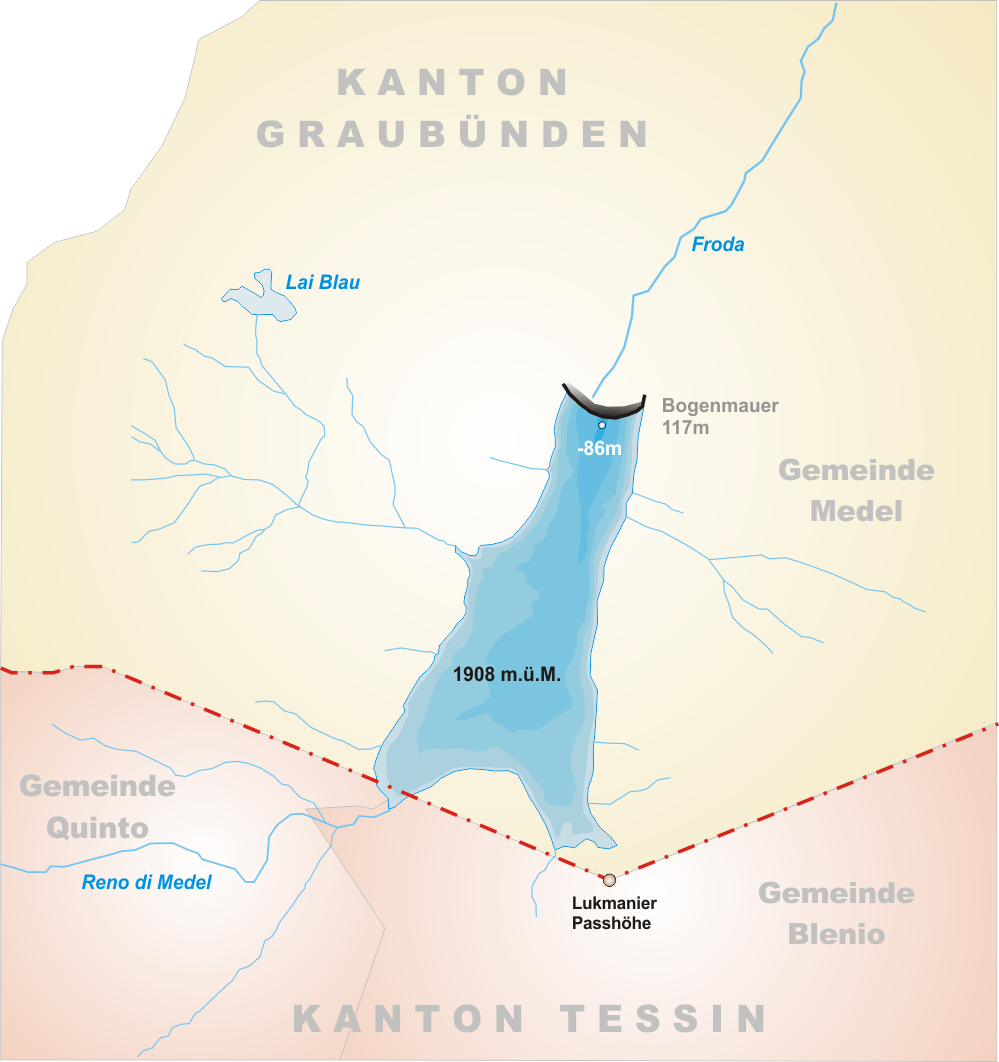
Mappa del lago